# Търговски кораб
Търговски кораб е плавателен съд на гражданския флот, осъществяващо превоз на товари. В правото понятието включва всички съдове от търговския флот. Търговските кораби се използват за предприемаческа или частна служба и не са военни кораби, държавни кораби, такива, като митнически или полицейски съдове, спомагателни съдове, риболовни съдове, пасажерски съдове, изследователски или спортни съдове. В по-тесен смисъл, под търговски кораб, се разбира съд, който служи за бизнес цели.
Моряците понякога наричат търговския кораб „търговец“. 